# Ciclopirox
Ciclopirox ist ein Arzneistoff, der als lokales Antimykotikum verwendet wird. Es wurde 1970 und 1975 von Hoechst patentiert. Ciclopirox ist ein Pyridon-Abkömmling. Außer Ciclopirox selbst wird auch sein Ethanolamin-Salz Ciclopiroxolamin pharmazeutisch als fungizides Arzneimittel eingesetzt.

## Anwendungsgebiete
Ciclopirox ist ein Breitspektrum-Antimykotikum, das gegen Candida und Dermatophyten wirkt. Es wird zur Behandlung von Dermatomykosen und Onychomykosen sowie von vaginalen Pilzinfektionen angewendet. Zudem weist es auch eine antibakterielle und entzündungshemmende Wirkung auf.  Eine Gegenanzeige ist Schwangerschaft.

## Wirkung
Durch Ciclopirox wird die Funktion der Pilzzellmembran gestört. Es dringt gut in tiefe Hautschichten und Nägel ein und ist gut verträglich. Ciclopirox wirkt fungizid sowie sporozid, es hemmt Stoffwechselprozesse, die an wichtigen enzymatischen Reaktionen beteiligt sind, so induziert es den Ausstrom lebensnotwendiger Zellbausteine.

## Handelsnamen
Monopräparate

Batrafen (D, A), Ciclocutan (D, A), Ciclopoli (D), Dafnegil (CH), Inimur myko (D), Kitonail (A), Nagel Batrafen (D), Sebiprox (D, CH), Stieprox (A), Nibulen (TR), diverse Generika (D, CH).